# آق‌تپه (بجنورد)
آق‌تپه (بجنورد)، روستایی از توابع بخش گرمخان شهرستان بجنورد در استان خراسان شمالی ایران است.

## جمعیت
این روستا در دهستان گرمخان قرار دارد و براساس سرشماری مرکز آمار ایران در سال ۱۳۹۵، جمعیت آن ۵۸۴ نفر (۱۷۵خانوار) بوده است.

## زبان
مردم این روستا کرد هستند و به زبان کردی حرف می زنند.